# Northern sierra miwok
Le northern sierra miwok (miwok septentrional de la sierra) est une langue amérindienne de la famille des langues miwok, de la branche des langues miwok orientales, parlée aux États-Unis, au pied de la Sierra Nevada, le long des rivières Mokelumne et Calaveras dans le Nord de la Californie.
La langue est quasiment éteinte.